# Mesabolivar aurantius
Mesabolivar aurantius är en spindelart som först beskrevs av Cândido Firmino de Mello-Leitão 1940.  
Mesabolivar aurantius ingår i släktet Mesabolivar och familjen dallerspindlar. Inga underarter finns listade i Catalogue of Life.